# Pierre Chevalley
Pierre Chevalley, né le 6 mars 1926 à Yverdon-les-Bains et mort le 8 mai 2006, est un artiste peintre abstrait, verrier et graveur vaudois, également professeur de peinture.

## Biographie
Pierre Chevalley est né à Yverdon-les-Bains. Il fait ses études secondaires au collège de St-Maurice, en Valais, avant de suivre les cours de l’École des arts industriels à Genève où il sera l’élève d’Alexandre Cingria, considéré comme le pionnier du renouveau de l’art sacré en Suisse romande. Puis Pierre Chevalley travaille de 1945 à 1948 comme apprenti verrier à Fribourg chez M. Fleckner. De 1950 à 1954, il fréquente l’École nationale des beaux-arts à Paris et se fait remarquer pour ses vitraux, notamment ceux qu’il a réalisé à l'église de l'hôpital Bon-Secours de Paris (en collaboration avec J.-M. Martin), à l’église de Bougy en Normandie ou à l'église de Moulin St-Hubert (Meuse).
Pierre Chevalley reçoit trois fois les bourses fédérales suisses des beaux-arts : en 1958, 1959 et 1963. Il est aussi sélectionné par la France pour la première et deuxième Biennale Internationale des Jeunes Artistes à Paris en 1959 et 1961. En 1967 et 1969, il participe à la Biennale de la Tapisserie de Lausanne.
Pierre Chevalley est professeur de peinture 1973 à 1991 à l’École cantonale d'art de Lausanne. Parmi ses élèves, le peintre Claude Augsburger. Il réalise avec l’artiste et architecte Jean-Paul Michel de nombreux ouvrages intégrés à l’architecture : à la place d’armes de Chamblon, en 1978 ou au Tribunal cantonal à Lausanne, un travail intitulé “Ligne de Lumière”.
Les recherches picturales de Pierre Chevalley se concentrent sur le blanc, le noir, le gris ainsi que la calligraphie. Pierre Chevalley a vécu et travaillé entre Yverdon-les-Bains et Paris. Il est lauréat du prix Gustave Buchet en 1993.

## Quelques œuvres
- Vitraux pour la chapelle de Bagatelle, Neuilly-sur-Seine.
- Vitrail de l'Église Sainte-Pétronille de La Pernelle.

## Expositions
- Galerie Numaga, Auvernier, 1964, 1967
- Galerie Morone, Milan, 1967
- American center, Paris, 1971
- Galerie Henry Meyer, Lausanne, 1979 et 1972, avec Jean-Paul Michel
- Musée cantonal des Beaux-Arts, Lausanne, 1987. Catalogue
- Château de la Sarraz, maison des artistes, 1992. Catalogue disponible, avec le texte de Françoise Jaunin : Pierre Chevalley, l’été en noir, l’hiver en blanc[4].
- Musée Jenisch, Vevey, 1995. Catalogue disponible avec des textes de Emmanuel Guigon, Nicolas Raboud, Claude Ritschard[5]
- Musée suisse du vitrail, Romont, 1998. Catalogue par Skira disponible [5].
- Galerie Bernard-Davignon, Paris, 1991.
- Musée Suisse du Vitrail, Romont, 1997

## Conservation
- EPFL : Polyptyque, 1993. Six peintures, acrylique sur papier marouflé sur toile de lin. Chaque peinture : 195 x 195 cm. Emplacement : mur intérieur du hall d’entrée du bâtiment CO [6].
- Lausanne, Église Saint-François (vitraux)
- Cologny, église Saint-Paul (vitraux)
- Compesières, église Saint-Sylvestre (vitraux)
- Hermance, église Saint-Georges (vitraux)
- Ribécourt (Oise), église Saint-Rémy (vitraux)
- Collection d’art de la Ville de Lausanne.
- Cléry-Saint-André, Notre Dame de Cléry (vitraux)[7]
- Lorris, Église Notre-Dame (vitraux)